# Nacht der Amazonen

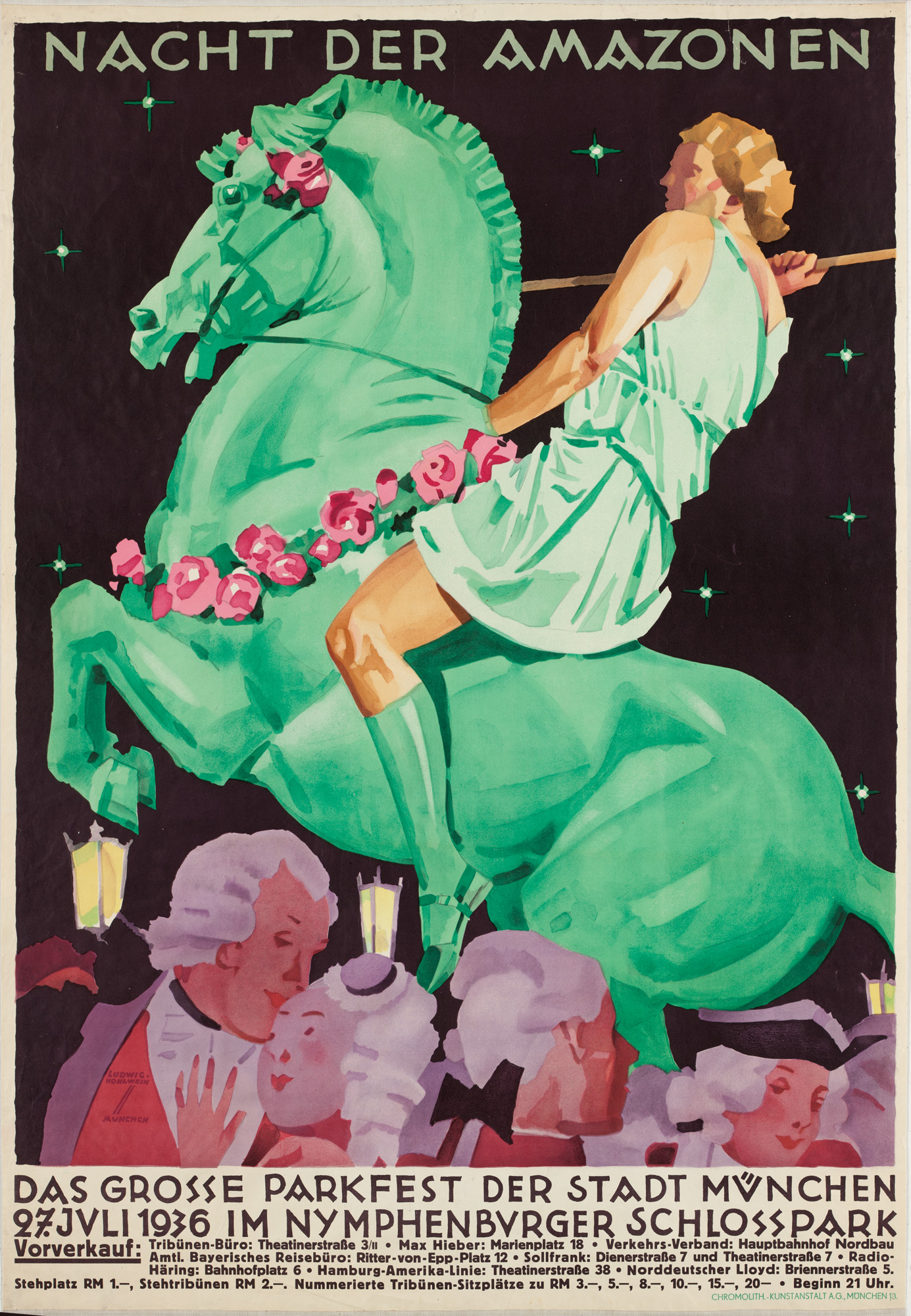
Plakat von Ludwig Hohlwein, 1936

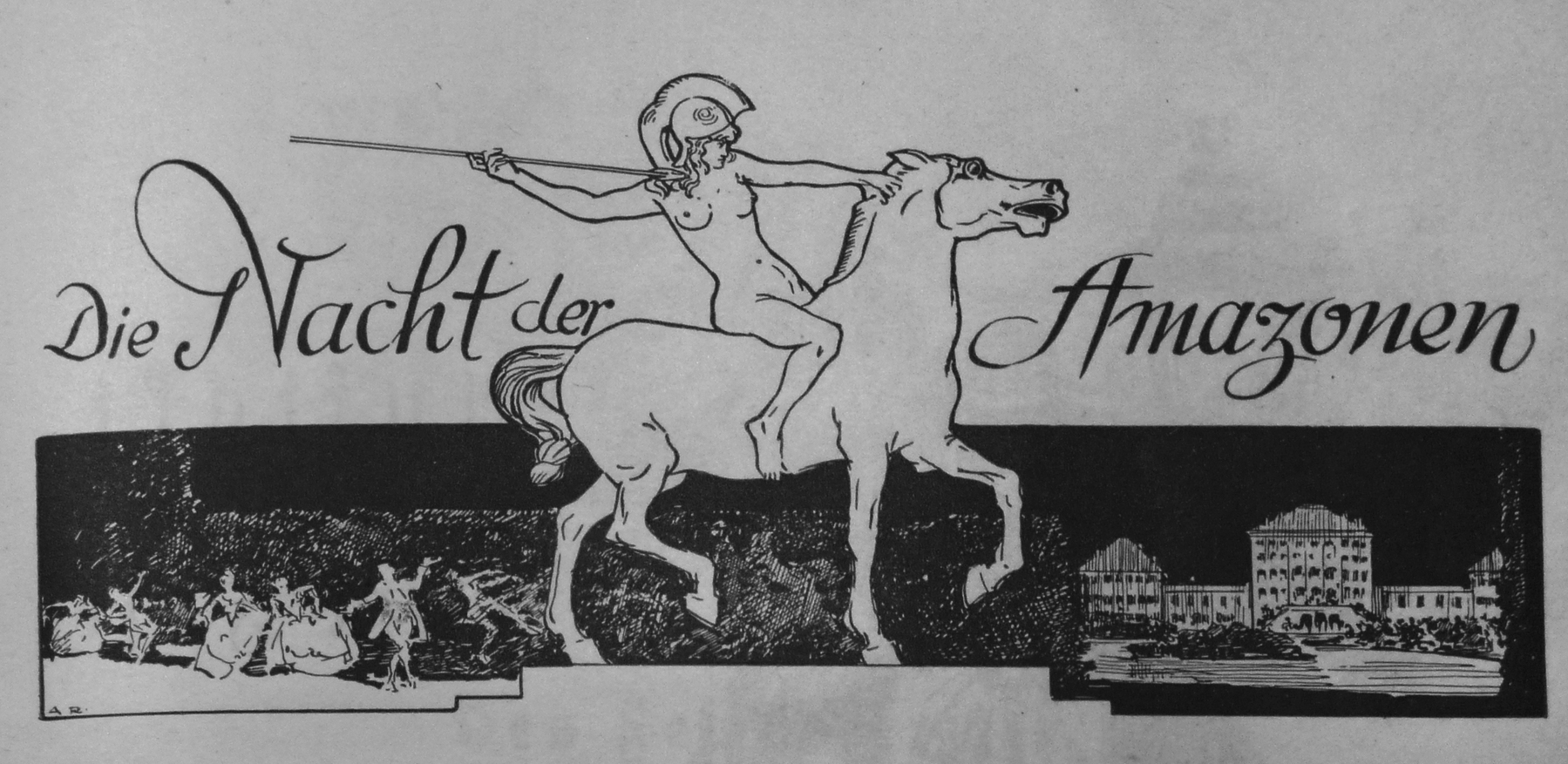
Ausschnitt aus dem Programm von 1937, die Figur ist einer Skulptur Franz von Stucks nachempfunden

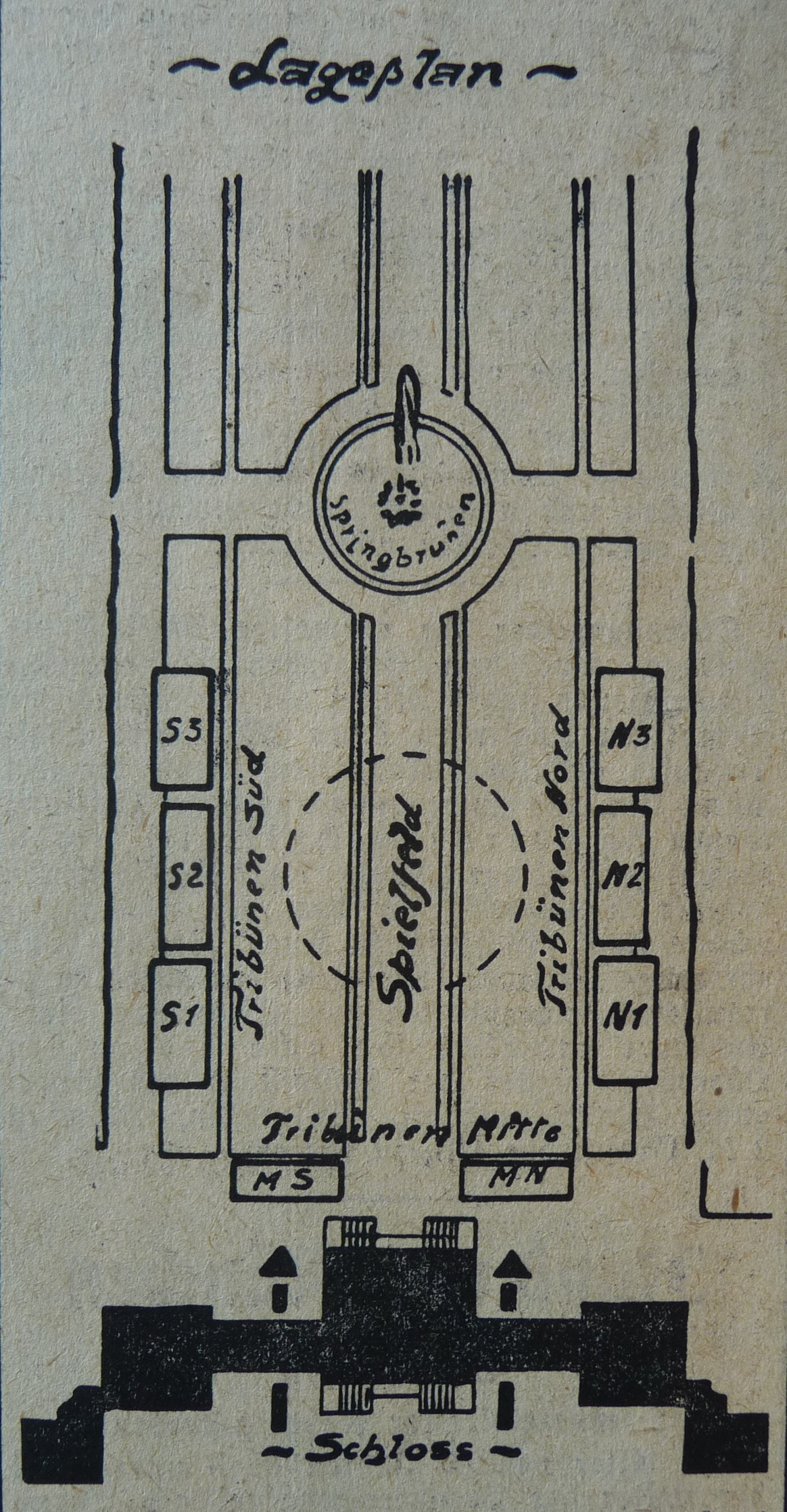
Lageplan mit Tribünenskizze von 1937

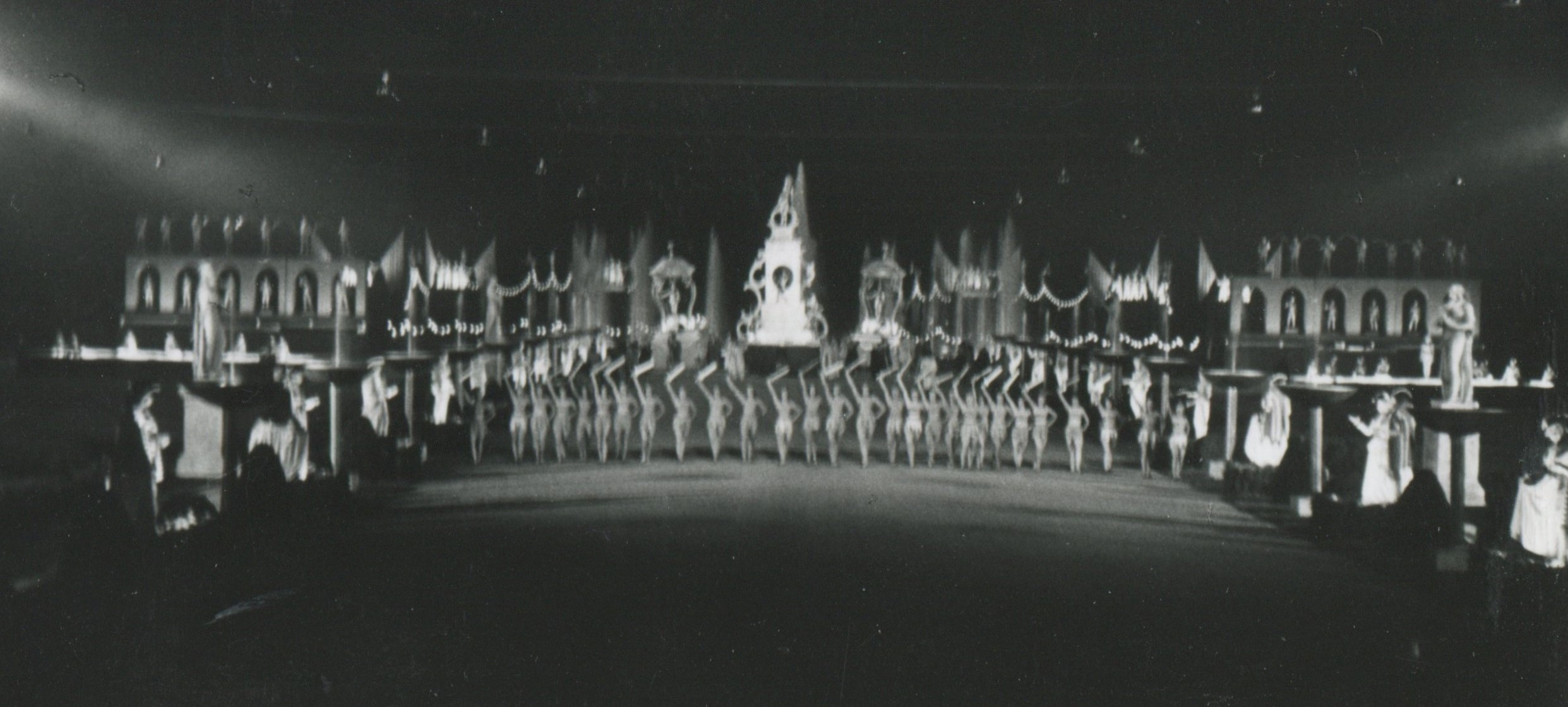
Schlussbild mit Hiller-Girls und „Amazonenkönigin“. In den flankierenden Arkaden stehen bronzierte SS-Männer (1939)

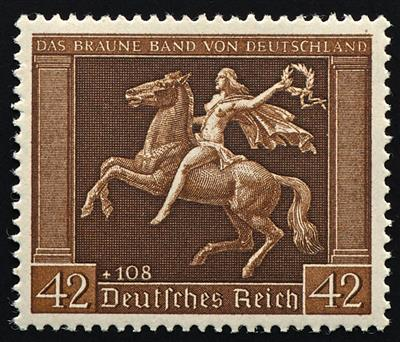
Eine Amazone mit Siegerkranz schmückte 1938 die Sondermarke anlässlich der Pferderennen um Das Braune Band von Deutschland

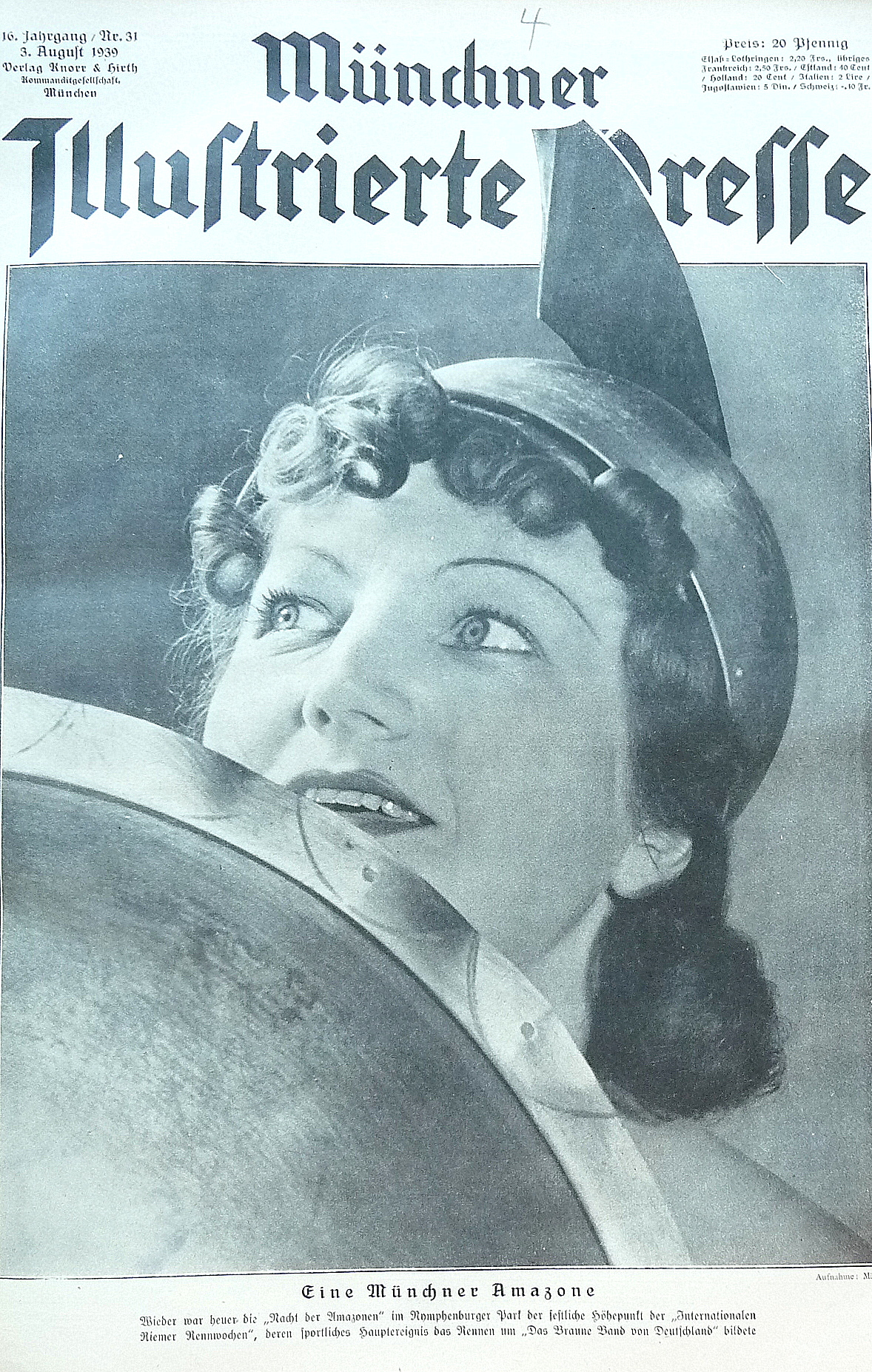
1939 war die Nacht der Amazonen bereits als „Standardfest von internationalem Rang“ in den Medien etabliert

Die Nacht der Amazonen war der Name einer Freiluft-Revue, die in den 1930er-Jahren in München im nächtlich erleuchteten Park des Nymphenburger Schlosses veranstaltet wurde. Sie fand erstmals am 27. Juli 1936 statt, und danach noch dreimal, am 31. Juli 1937, am 30. Juli 1938 und am 29. Juli 1939. In den Nachkriegsjahren geriet sie in Vergessenheit, bis Herbert Rosendorfer sie 1989 in seinem Roman Die Nacht der Amazonen wieder ins öffentliche Bewusstsein brachte.

## Entstehung
Hintergrund und zugleich Ausgangspunkt der Nymphenburger Revue-Veranstaltung waren die von 1934 bis 1944 jährlich im Sommer auf der Galopprennbahn Riem in München ausgetragenen „Internationalen Riemer Rennwochen“. Sie waren stets flankiert von weiteren Veranstaltungen und sollten Pferdesport auf Weltniveau präsentieren und zahlreiche Besucher anlocken. Aktueller Anlass für die 1936 groß aufgezogene Revue-Veranstaltung in Nymphenburg war das in diesem Jahr gefeierte Jubiläum „500 Jahre Pferderennen in München“, damit einhergehend die Verdoppelung des Preisgelds für Das Braune Band von Deutschland als dem Rennen mit dem höchstdotierten Preis des Kontinents auf 100.000 Reichsmark. Das Jubiläumspferderennen wartete in dem Jahr mit 14 Großveranstaltungen für Vollblutzucht und Pferdesport auf. Der abendliche Höhepunkt der Pferderennen um das Braune Band von Deutschland sollte im In- und Ausland Furore machen. Deshalb ersann Hitlers Duzfreund Christian Weber zusammen mit Paul Wolfrum eine Aufsehen erregende Abendveranstaltung mit bis zu 2.500 Mitwirkenden, die im nächtlich erleuchteten Nymphenburger Schlosspark unter dem Begriff Nacht der Amazonen veranstaltet wurde. Christian Weber nutzte dabei die ehemalige Sommerresidenz der bayerischen Könige als Staffage für seine Selbstdarstellung und die des NS-Herrschaftssystems.

## Vorarbeiten und Finanzierung
Die Proben und Aufbauarbeiten waren personalintensiv und zogen sich über mehrere Wochen hin. Die Finanzierung übernahm die Reichsorganisation „Das Braune Band von Deutschland“. Für die erste Veranstaltung im Jahr 1936 erhielten die beiden Auffahrtsalleen und der gesamte Nymphenburger Schlosskomplex erstmals und umfassend ihre Elektrifizierung. Bedenken der Bayerischen Schlösserverwaltung wurden einvernehmlich behandelt: Brandgefahr wegen des großen Abschlussfeuerwerks, Schäden durch Pferdehufe, Menschenmassen und unterirdische Installationen. Schließlich gab es Entschädigungszahlungen. Das Aufsichtspersonal wurde von der SS bereitgestellt.

## Inhalt
Die Veranstaltung bestand jedes Mal aus zwei inhaltlich unterschiedlichen Spielteilen. Auf eine allzu vordergründige NS-Propaganda wurde verzichtet. Stets kamen internationale Stars und Hunderte von Pferden zum Einsatz. Der erste Teil der Revue hatte ein historisches Thema, das im als dekadent gebrandmarkten höfischen Umfeld des 18. Jahrhunderts angesiedelt war. Im zweiten Spielteil wurde die von der NS-Ideologie verherrlichte „Neue Zeit“ präsentiert. Dabei wurde unter dem Vorwand antiker Mythologie von Jahr zu Jahr mehr Nacktheit in Szene gesetzt. Als typische Amazone galt eine Bronzeplastik, die Franz von Stuck 1913/14 geschaffen hatte. 1936 wurde vor der Villa Stuck ein Nachguss aufgestellt.

## Regie
1936 hatte Hans Gruß die Regie. 1937, 1938 und 1939 hatte Paul Wolz die Regie.

## Künstlerischer Leiter
Bei allen vier Revuen war der mit Christian Weber befreundete Maler Albert Reich künstlerischer Leiter. Damit war er für die Farbwirkung der aufeinanderfolgenden Spielszenen zuständig sowie für den Entwurf der Kostüme, Wagen und den Nachbau von Kutschen. 1937 illustrierte er auch das Programmheft.

## Lichttechnik
Für die Inszenierung von Licht war Wilhelm Hindelang zuständig. Unter der Devise „Das Fest steht und fällt mit der Beleuchtung“ erarbeitete er die Beleuchtungspläne und sorgte für Lichteffekte, insbesondere die farbige Beleuchtung der Wasserspiele und Baumgruppen durch Unterwasserscheinwerfer und Quecksilberdampflampen. 1936 hatte er während der Weltkraftkonferenz reichliche Gelegenheit, in New York die vielfältigen Beleuchtungen am Broadway und die nächtliche Illumination der Niagarafälle zu studieren. Die Ausleuchtung der „Amazonennächte“ ermöglichten dem leidenschaftlichen Hobbyfotografen und Amateurfilmer das Ausleben seiner Kreativität und seines Fachwissens. „Unter seiner Leitung verdoppelten sich die im Nymphenburger Park verlegten Stromkabel auf über 7000 m. In der westlichen Parterrehälfte wurden 38 Türme im Ausmaß von 40 × 40 cm und 9 m Höhe aufgebaut. Daneben entstanden vier Türme für große Scheinwerfer im Ausmaß von je 1,90 × 2,50 m und 18 m Höhe sowie 16 Stück ca. 20 m hohe Lichtleistungsmaste auf den Parterrewegen. Entlang der lindengesäumten Hochallee am Mittelkanal fanden 103 kleine Maste für Scheinwerfer Aufstellung.“ Ein Großteil der Beleuchtung und die Fernsprechanlage für die Regie- und Beleuchtungsanweisungen wurden von der Wehrmacht zur Verfügung gestellt.
Die spektakuläre Ausleuchtung des eigentlichen Festes machte es 1938 möglich, das Ereignis erstmals zu filmen. Es entstanden drei jeweils 15 Minuten umfassende Sequenzen. Sie gehören zu den ersten Farbfilmaufnahmen, die nachts gedreht wurden.

## Reitkünste
Die zahlreichen Reitervorführungen setzte die ambitionierte Reiter-SS öffentlichkeitswirksam
in Szene. Viele der Reiter waren Mitglieder der SS-Reiterstandarte Totenkopf, die tagsüber das Konzentrationslager Dachau bewachten. Hermann Fegelein, prämierter Springreiter und ehrgeiziger Protegé von Christian Weber und seit 1937 Leiter der SS-Hauptreitschule Riem, trainierte sie gleichermaßen, wie auch die „Amazonen“.

## Tanz
Bei der ersten Nacht der Amazonen im Jahr 1936 wirkte das Ballett der Bayerischen Staatsoper mit. Weil jedoch dem klassischen Ballett zu wenig Bodenständigkeit und die Beeinflussung durch das Ausland nachgesagt wurde, kam ab 1937 zunehmend Ausdruckstanz von unterschiedlichsten Tanzschulen zum Einsatz. Ganz im Sinne der NS-Ideologie symbolisierten Tänzerinnen die „freiwillige und lebendige Einordnung in die große Gemeinschaftsform“ im sogenannten Neuen Tanz. Für Massenszenen wurden auch die Statisterie des Deutschen Theaters sowie BDM-Mädchen aus Glaube und Schönheit eingesetzt. Choreografisch flossen auch Anregungen aus Tanzeinlagen aktueller Hollywood- und UFA-Filme ein.

## Einsatz von Stars
In jedem Jahr kamen international bekannte Stars zum Einsatz, wie z. B. 1936 Margaret Severn aus New York und Eugene Iskoldoff mit Tänzerinnen des Royal Covent Garden Ballet Russe. In den Folgejahren traten Scala-Girls aus Berlin und die Hiller-Girls auf sowie Gesangsinterpreten wie Hans Hermann Nissen und Erna Sack.

## Nacktheit
Der Initiator und Organisator der Freiluft-Revue Christian Weber setzte zunehmend seine Erkenntnis um, die er 1937 beim Besuch der Pariser Weltausstellung – und einschlägigen Etablissements – gewonnen hatte, nämlich dass „die nackten deutschen Mädchen besser aussehen, als die Französinnen.“. Für die Nacht der Amazonen lautete nun sein Fazit: „alles was wir tun müssen, ist, sie ausziehen und ins Scheinwerferlicht stellen.“. Ab 1938 steigerte sich die Anzahl lediglich mit hautfarbenen Slips bekleideter Mädchen. Erstmals kamen 150 bronzierte männliche und weibliche Mitwirkende zum Einsatz, die vom Scheitel bis zur Sohle mit goldfarbener Theaterschminke bestrichen auftraten.

## Musik
Der erste Teil der Spielfolge begann mit Fanfarenbläsern, danach überwog Militärmusik. Nach der Pause wechselte klassische Musik mit Gesangseinlagen, auch Jagdhornbläser und „ländliche Musik“ kamen zum Einsatz.

## Zuschauer und Spielfeld
Tribünen und Stehplätze waren am langgestreckten sogenannten Inneren Parterre des Nymphenburger Parks platziert. Bereits 1936 sprach die Presse von 20 000 Zuschauern. In den Folgejahren wurden die Tribünen erweitert, Stehplätze gab es nicht mehr. Die Prominenz hatte ihre Ehrenplätze auf der westlichen Freitreppe des Schlosses. Die Nacht der Amazonen war stets ausverkauft. Um auch den Schaulustigen vor dem Schloss etwas zu bieten, wurde das Gebäude angestrahlt, offenes Feuer leuchtete von Pylonen, Gondeln befuhren den Schlosskanal.

## Sicherheitsvorkehrungen
In jedem Jahr suchten Mitglieder der Gestapo das weiträumige Areal des Nymphenburger Schlosses penibel ab. Schließlich war die Anwesenheit von Adolf Hitler erhofft. „Selbst an den Türen der Schlossbewohner wurden Schienen angebracht, damit man keine explosive Flüssigkeit durchschütten konnte. Prinz Adalbert von Bayern, der mit seiner Familie in Schloss Nymphenburg wohnte, schilderte die herrschende Erregung. Seiner Familie und ihm wurde deshalb verboten, in diesem Zeitraum Fenster zu öffnen und Besuch zu empfangen.“
Hitler zog die gleichzeitig stattfindenden Bayreuther Festspiele vor.